# Княжество (Франция)

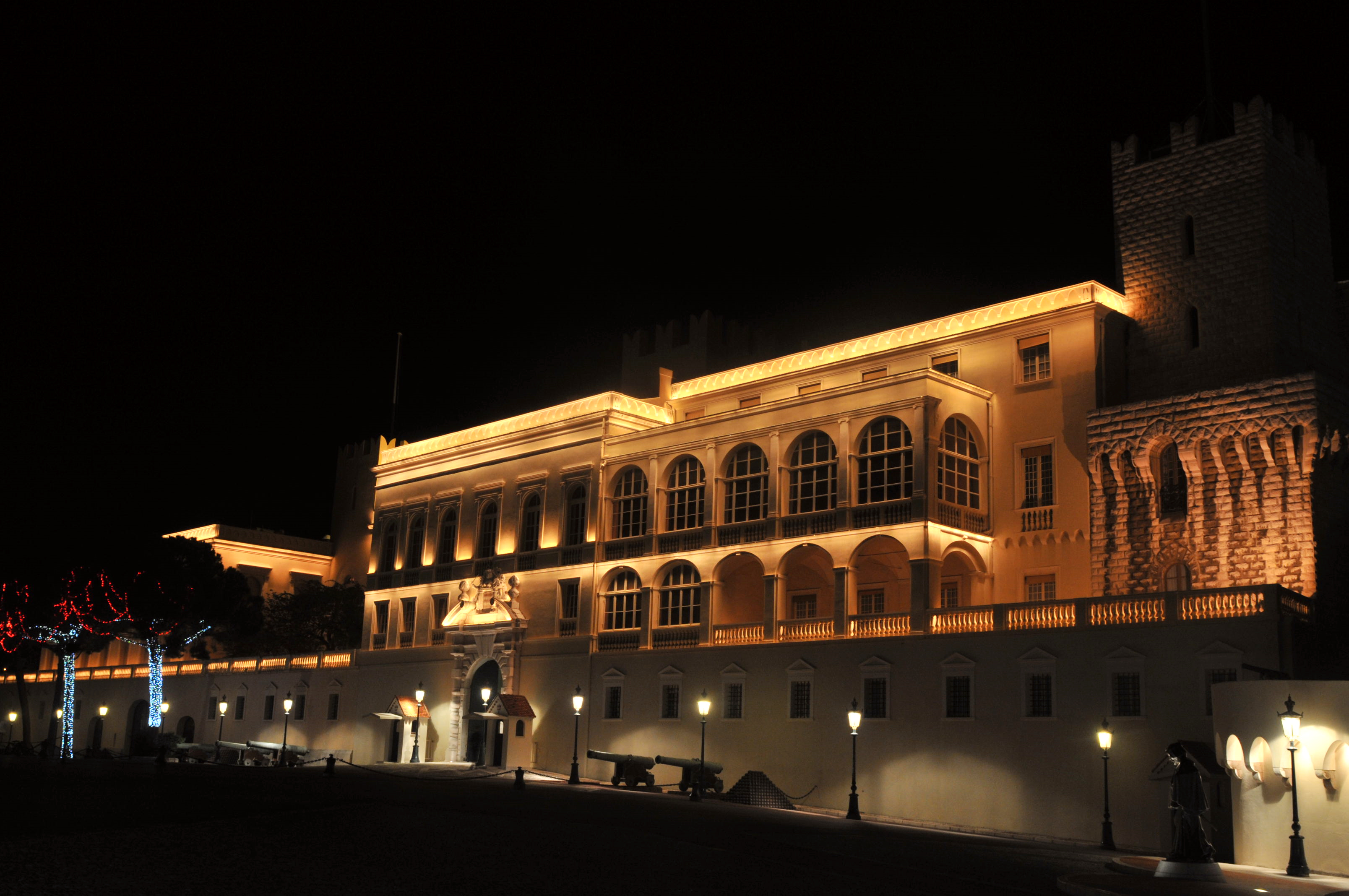
Княжеский дворец в Монако

Во Франции эпохи старого порядка термин «княжество» (principauté) имел двойной смысл — обычной сеньории во главе с феодалом, носившим титул принца, и суверенного (зачастую квазисуверенного) государства на границах Франции. В русскоязычных текстах владелец феодального французского княжества, как правило, титулуется принцем (например, принц де Роган), а глава суверенного княжества — князем (например, князь Монако). Исключением является князь суверенного княжества Оранж, титул которого, как правило, звучит как принц Оранский. 
Также существовали суверенные титулы, которые были созданы для отпрысков различных линий родов монархов Франции, например потомков по мужской линии, наследных принцев королевства Франции -  дофинов. Изначально титул означал принцев (графов) д’Альбон и звучал «дофин Вьеннский». Сам титул возник от прозвища Гига IV д’Альбон — Дофин (Дельфин); после того как род д’Альбон пресёкся, его титулатуру наследовал представитель Бургундского дома. После покупки в 1349 году титула дофина Вьенского французским королём его носил официальный наследник престола. 

## Простые принцы
Княжество в первом значении обозначает владения «простых принцев» (princes simples, как их называет Жан Боден). По сути, это были подданные французской короны, обычные бароны, синьория которых в силу разных причин именовалась княжеством. Таковы принцы де Пуа из рода Креки, принцы де Шале из рода Талейранов, принцы де Тальмон из рода Ла Тремуй и принцы де Субиз из рода Роганов. Правовед Ля-Рок в XVII веке определял «простых принцев» как слой титулованного дворянства, промежуточный между графами и герцогами. Однако принц де Тальмон (как и многие другие принцы) был вассалом графа Пуату, что свидетельствует о том, насколько условной была граница между графами и «простыми принцами».

## Иностранные принцы
В отличие от «простых», «иностранные принцы» не признавали себя подданными французской короны, а считали себя юридически равными французскому монарху в качестве государей суверенных земель за пределами Французского королевства. В основном это были крохотные пограничные княжества, зажатые между Францией и соседними государствами (преимущественно в составе Священной Римской империи). Из числа таких приграничных княжеств ныне сохранились только Монако и Андорра.
«Иностранные принцы» подразделялись на тех, кто правил только на бумаге, de jure (как, например, Гизы в качестве государей местечка Шато-Рено или Латуры в качестве титульных государей Буйона) и тех, кто имел столицу за пределами Франции и правил de facto. Последних именовали «суверенными принцами» (princes souverains): таковы были Латуры в качестве государей Седана, Лонгвили в качестве государей Нёвшателя, Нассау в качестве государей Оранжа, Гонзага в качестве государей Шарлевиля и Гримальди (Матийоны) в качестве государей Монако.
Статусом суверенного княжества обладала и небольшая провинция Бидаш. Существует документ за подписью Генриха IV, в котором Антуан де Грамон (правителем этих земель) именуется «сувереном земли Бидаш».
«Иностранные принцы» при французском дворе имели ряд привилегий над пэрами Франции, что обуславливало стремление последних приобрести княжество за пределами Франции и получить от короля признание в качестве суверена. В частности, «иностранные принцы» имели право не входить, а въезжать в королевскую резиденцию (будь то на карете или на носилках). При богослужении в присутствии французского короля они имели право сидеть на особом «табурете» и преклоняли колени не на пол, а на специальную подушечку. Пэры Франции, впрочем, не спешили признавать их первенство и с успехом отстаивали свои права во французских судах.